# Spiro Bellkameni
Spiro Bellkameni (1885-1912) est un commandant militaire albanais et militant de l'Éveil national albanais. 
Il a dirigé l'un des groupes les plus importants au cours des révoltes albanaises des années 1900-1910.

## Biographie
Né à Bellkamen, dans le Vilayet de Monastir de l'Empire Ottoman en 1885, il a été un proche collaborateur de Themistokli Gërmenji et Mihal'Grameno (en). En 1906, il a été membre du groupe Bajo Topulli (en) qui assassina l'évêque grec pontique de Korçë Photios en représailles de l'assassinat de Kristo Negovani (en), qui a été initiée par Photios, au Cours de la Révolte albanaise de 1911 (en), il a vaincu un contingent ottoman à Mali je Thatë (en). 
Il a été assassiné par des agents ottomans, sous les ordres du commandant pro-ottoman de Neveska (en) Abdurraman Dibra (en) en octobre 1912.